# Poul Due Jensens Fond
Poul Due Jensens Fond (Grundfos Fonden) er hovedaktionær i Grundfos. Fonden, hvis hovedformål det er at eje og bevare Grundfos, blev oprettet af fabrikant Poul Due Jensen i 1975.
Fonden uddeler hver år Grundfosprisen for at "fremme, anerkende og støtte national og international forskning i banebrydende og visionære løsninger inden for teknik og videnskab." Prisen blev oprettet i 2001, og aldersgrænsen for at modtage prisen er sat til 40 år for mænd og 45 år for kvinder.